# La Dessalinienne
La Dessalinienne (Dessalines sång) är Haitis nationalsång till Jean-Jacques Dessalines ära. Den skrevs av Justin Lhérisson och komponerades av Nicolas Geffrard. Den antogs 1904 och finns både på haitiska och franska.

## Text

### Fransk text
Pour le Pays, Pour les ancêtres,
Marchons unis, Marchons unis.
Dans nos rangs point de traîtres!
Du sol soyons seuls maîtres.
Marchons unis, Marchons unis
Pour le Pays, Pour les ancêtres,
Marchons, marchons, marchons unis,
Pour le Pays, Pour les ancêtres.
Pour les Aïeux, pour la Patrie
Bêchons joyeux, bêchons joyeux
Quand le champ fructifie
L'âme se fortifie
Bêchons joyeux, bêchons joyeux
Pour les Aïeux, pour la Patrie
Bêchons, bêchons, bêchons joyeux
Pour les Aïeux, pour la Patrie.
Pour le Pays et pour nos Pères
Formons des Fils, formons des Fils
Libres, forts et prospères
Toujours nous serons frères
Formons des Fils, formons des Fils
Pour le Pays et pour nos Pères
Formons, formons, formons des Fils
Pour le Pays et pour nos Pères.
Pour les Aïeux, pour la Patrie
O Dieu des Preux, O Dieu des Preux!
Sous ta garde infinie
Prends nos droits, notre vie
O Dieu des Preux, O Dieu des Preux!
Pour les Aïeux, pour la Patrie
O Dieu, O Dieu, O Dieu des Preux
Pour les Aïeux, pour la Patrie.
Pour le Drapeau, pour la Patrie
Mourir est beau, mourir est beau!
Notre passé nous crie:
Ayez l'âme aguerrie!
Mourir est beau, mourir est beau
Pour le Drapeau, pour la Patrie
Mourir, mourir, mourir est beau
Pour le Drapeau, pour la Patrie.

### Haitisk text
Pou Ayiti peyi Zansèt yo
Se pou-n mache men nan lamen
Nan mitan-n pa fèt pou gen trèt
Nou fèt pou-n sèl mèt tèt nou
Annou mache men nan lamen
Pou Ayiti ka vin pi bèl
Annou, annou, met tèt ansanm
Pou Ayiti onon tout Zansèt yo.
Pou Ayiti onon Zansèt yo
Se pou-n sekle se pou-n plante
Se nan tè tout fòs nou chita
Se li-k ba nou manje
Ann bite tè, ann voye wou
Ak kè kontan, fòk tè a bay.
Sekle,wouze, fanm kou gason
Pou-n rive viv ak sèl fòs ponyèt nou.
Pou Ayiti ak pou Zansèt yo
Fo nou kapab vanyan gason
Moun pa fèt pou ret avèk moun
Se sa-k fè tout Manman ak tout Papa
Dwe pou voye Timoun lekòl
Pou yo aprann, pou yo konnen
Sa Tousen, Desalin, Kristòf, Petyon
Te fè pou wet Ayisyen anba bòt blan.
Pou Ayiti onon Zansèt yo
Ann leve tèt nou gad anlè
Pou tout moun, mande Granmèt la
Pou-l ba nou pwoteksyon
Pou move zanj pa detounen-n
Pou-n ka mache nan bon chimen
Pou libète ka libète
Fòk lajistis blayi sou peyi a.
Nou gon drapo tankou tout Pèp.
Se pou-n renmen-l, mouri pou li.
Se pa kado, blan te fè nou
Se san Zansèt nou yo ki te koule
Pou nou kenbe drapo nou wo
Se pou-n travay met tèt ansanm.
Pou lòt, peyi, ka respekte-l
Drapo sila a se nanm tout Ayisyen.

### Svensk översättning
För vårt land,
För våra förfäder,
Låt oss enade vandra.
Låt det ej finnas några förrädare i våra led!
Låt oss bemästra vår mark.
Låt oss enade vandra.
För vårat land,
För våra förfäder.
Från våra förfäder,
För vårt land
Låt oss arbeta med glädje.
Låt jorden vara bördig.
Och låt våra själar ha mod.
Låt oss arbeta med glädje.
För våra förfäder,
För vårt land.
För vårt land,
Och för våra förfäder,
Låt oss träna våra söner
Fria, starka och välmående
Vi skall förbli som bröder, för alltid
Låt oss träna våra söner
För vårt land
Och för våra förfäder.
För våra förfäder,
För vårat land,
Åh Gud du tappre!
Skydda våra liv och våra rättigheter
Under dina osynliga vingar,
Åh Gud du tappre!
För våra förfäder,
För vårt land.
För flaggan,
För vårat land
Döden är en fin sak!
Vårt förflutna skriker till oss:
Ha en stark själ!
Döden är en fin sak,
För flaggan,
För vårt land.